# Lamay
Lamay is een onderdeel van de plaats Montegnée, gelegen tussen Berleur en Saint-Nicolas.
Deze plaats is omringd door voormalige activiteit van steenkoolmijnen, waarvan nog een terril getuigt (Société anonyme des Charbonnages de Gosson-Kessales en Société anonyme des Charbonnages de l'Espérance et Bonne-Fortune).
In 1864 werd door de Société des Charbonnages de Gosson een verharde weg aangelegd door de buurtschap Lamay. In 1899 kreeg Lamay een kapelaan en in 1909 werd de Sint-Jozefparochie in Lamay een zelfstandige parochie in het bisdom Luik.

## Bezienswaardigheden
- Sint-Jozefkerk, aan Rue Lamay

## Nabijgelegen kernen
Tilleur, Grâce-Berleur, Jemeppe-sur-Meuse, Saint-Nicolas, Montegnée